# 逢纪
逢紀（？—202年9月），字元圖，東漢末南陽郡人。

## 生平
逢纪早年曾为何进的谋士。何进欲除蹇硕，亲信张津劝他选贤良为国除害，后又广征智谋之士逢纪、何顒、許攸等为心腹。

### 獻計取冀
袁紹逃離董卓勢力範圍時，與逢纪、許攸同到冀州。袁紹甚為賞識逢纪的智謀而重用。袁紹初到冀州，依賴韓馥提供糧食。初平二年（191年），逢纪提議利用公孫瓚攻擊韓馥，實則提議韓馥和袁紹共同防禦冀州，結果袁紹成功鵲巢鳩占。官渡之戰中令逢纪統軍事。建安五年（200年），袁紹在官渡之戰敗回，後悔當初不聽田豐之計，逢纪進言稱田豐知道袁紹兵敗後取笑袁紹不聽其言，使田豐被殺。審配與逢纪有私怨，官渡之戰後審配兩位兒子被虜，有人對審配有讒言，但逢纪肯定審配的節氣，袁紹以逢纪公私分明大加讚賞，逢纪也因此與審配化解恩怨成為好友。

### 輔助袁尚
建安七年（202年）袁紹憂憤而死。袁紹以袁尚美貌及後妻劉氏所喜愛而欲立為繼承人，但未正式表態。眾人因袁譚為長子欲立為繼承人，但逢紀、審配一派與辛評、郭圖、袁譚一派不和，逢紀等因為懼怕袁譚即位後加害，私下改袁紹遺命，立袁尚繼位。袁譚不能繼位，自稱車騎將軍，屯黎陽。袁尚不給袁譚多兵，使逢紀隨之。而袁譚要求配兵被審配拒絕，一怒之下殺了逢紀。
逢紀死後，袁尚屬下審配寫信給袁譚，強烈抨擊逢紀為凶臣並將袁譚、袁尚兄弟不睦之事全怪罪給逢紀。

## 評價
- 孔融曰：「審配、逢紀，盡忠之臣也，任其事。」
- 荀彧曰：「逢紀果而自用。」
- 審配曰：「是時凶臣逢紀，妄畫蛇足，曲辭諂媚，交亂懿親，將軍奮赫然之怒，誅不旋時，我將軍亦奉命承旨，加以淫刑。」